# Un chevalier en prière dans une chapelle, se préparant au combat
Un chevalier en prière dans une chapelle, se préparant au combat ou Un chevalier se préparant au combat est un tableau peint par Fleury François Richard vers 1805, conservé au musée des Beaux-Arts de Lyon.

## Historique
Exposé au Salon de 1806, le tableau est acquis par le musée des Beaux-Arts de Lyon en 1981, grâce au financement de la région et de l'État, au travers du fonds régional d'acquisition pour les musées (FRAM). 